# Panino (Woronesch)
Panino (russisch Па́нино) ist eine Siedlung städtischen Typs in der Oblast Woronesch in Russland mit 6672 Einwohnern (Stand 14. Oktober 2010).

## Geographie
Der Ort liegt gut 60 km Luftlinie östlich des Oblastverwaltungszentrums Woronesch im Steppengebiet zwischen den linken Don-Nebenflüssen Woronesch und Bitjug.
Panino ist Verwaltungszentrum des Rajons Paninski sowie Sitz der Stadtgemeinde Paninskoje gorodskoje posselenije, zu der außerdem das Dorf Kalmytschek (5 km nordwestlich) sowie die Siedlungen Chawenka (7 km nördlich) und Otrada (4 km nordöstlich) gehören.

## Geschichte
Der Ort wurde 1890 gegründet und nach der damaligen lokalen Grundbesitzerin, der Gräfin Panina, benannt.
1928 wurde Panino Verwaltungssitz eines neu geschaffenen, nach ihm benannten Rajons. 1968 erhielt der Ort den Status einer Siedlung städtischen Typs.

### Bevölkerungsentwicklung
| Jahr | Einwohner |
| ---- | --------- |
| 1939 | 4531      |
| 1959 | 4995      |
| 1970 | 6394      |
| 1979 | 7024      |
| 1989 | 7918      |
| 2002 | 7264      |
| 2010 | 6672      |

Anmerkung: Volkszählungsdaten

## Verkehr
In Panino befindet sich die Bahnstation Tulinowo an der 1897 eröffneten Nebenstrecke von Grafskaja (in Krasnolesny im äußersten Norden des Stadtkreises Woronesch) nach Anna.
Durch die Siedlung verläuft die Regionalstraße 20K-W41, die etwa 30 km südwestlich von der föderalen Fernstraße R298 Kursk – Woronesch – Borissoglebsk abzweigt und in nordöstlicher Richtung weiter nach Ertil führt. Nach Norden besteht über die 20K-W19 und nach Westen über die 20K-1-21 Anschluss an die 12 beziehungsweise 15 km entfernt verlaufende föderale Fernstraße R193 von Woronesch nach Tambow.